# Odile Edouard

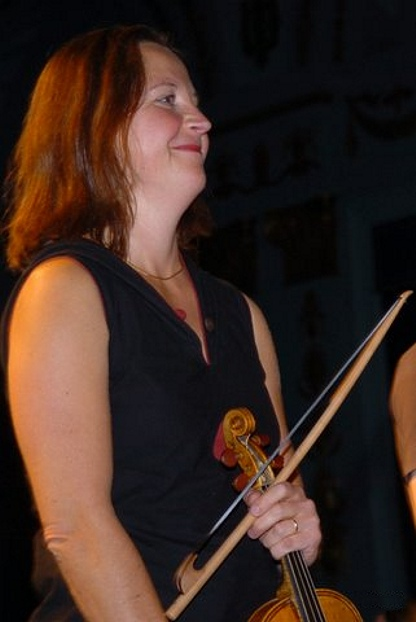
Odile Edouard (2010)

Odile Edouard (* 6. Mai 1966) ist eine französische Violinistin, hauptsächlich im Bereich der historischen Aufführungspraxis.

## Leben
Odile Edouard studierte Barockvioline bei Chiara Banchini am „Centre de Musique Ancienne“ in Genf und folgte Kursen bei John Holloway und Sigiswald Kuijken. Sie übernahm bereits kurz nach der Beendigung des Studiums, für etwa 10 Jahre, die Genfer Klasse für Barockvioline von Chiara Banchini, bevor sie ans CNSMDP von Lyon wechselte. Nach langjähriger Orchestertätigkeit in Ensembles wie Les Arts Florissants, Seminario Musicale, Les Musiciens du Louvre oder dem Ensemble 415 widmet sich Odile Edouard inzwischen vermehrt der Forschung. Sie erkundet seit langem ungewöhnliche Wege und befasst sich neben der Musik des Barock und der Klassik auch mit der VolXmusik. Odile Edouard ist Geigerin des von Freddy Eichelberger initiierten Ensembles „Les Witches“, das für seine Improvisationen zu Shakespeare-Texten oder der Interpretation von Werken aus John Playfords Sammlung The English Dancing Master bekannt ist. Als Mitglied des Ensembles „Alpbarock“ spielte sie 2007 unter dem Titel Simelibärg eine CD mit alten volkstümlichen Melodien aus der Schweiz für das Label Alpha ein.
Bei der Haltung der Violine folgt sie historischen Lehrbüchern und Bildquellen des 17. Jahrhunderts, indem sie diese unterhalb des Schlüsselbeins anlegt. Sie ist Mitglied im 2012 gegründeten Ensemble „Les Sonadori“, welches teilweise auf Nachbauten von Instrumenten aus dem 16. Jahrhundert musiziert, die im 2006 im Freiberger Dom wiederentdeckt und analysiert wurden.
Odile Edouard machte zahlreiche Einspielungen für Labels wie Harmonia Mundi, Arcana, L’Emprunte digitale, Hortus Sinfonia, Alpha und K617 (Sonaten von Schmelzer, den Rosenkranzsonaten von Biber, Triosonaten von Corelli mit Enrico Gatti, Sonaten von Jean-Baptiste Senaillé und mehrere Aufnahmen mit „Les Witches“).